# Estêvão
Estêvão Barreto de Oliveira, meglio noto come Estêvão (Amambai, 3 febbraio 2002), è un calciatore brasiliano, centrocampista dell'Internacional.

## Carriera
Nato ad Amambai, nel Mato Grosso do Sul, ha iniziato a giocare nel settore giovanile del San Paolo all'età di 8 anni. Ha poi trascorso quattro anni nelle giovanili del Santos, prima di unirsi a quelle dell'Internacional nel 2016. Il 3 settembre 2018 ha firmato il suo primo contratto da professionista con la squadra.
Il 1º maggio 2022 ha esordito in prima squadra, giocando l'incontro del Brasileirão pareggiato per 0-0 contro l'Avaí, subentrando a Wanderson nel secondo tempo della partita. Il 5 maggio successivo ha anche esordito in Coppa Sudamericana, nell'incontro pareggiato per 1-1 contro i paraguaiani del Guaireña, mentre 19 giorni dopo ha realizzato la sua prima rete in Coppa Sudamericana, nella vittoria per 5-1 ai danni degli ecuadoriani del Nueve de Octubre.

## Statistiche

### Presenze e reti nei club
Statistiche aggiornate al 26 maggio 2022.
| Stagione        | Squadra         | Campionato      | Campionato | Campionato | Coppe nazionali | Coppe nazionali | Coppe nazionali | Coppe continentali | Coppe continentali | Coppe continentali | Altre coppe | Altre coppe | Altre coppe | Totale | Totale |
| Stagione        | Squadra         | Comp            | Pres       | Reti       | Comp            | Pres            | Reti            | Comp               | Pres               | Reti               | Comp        | Pres        | Reti        | Pres   | Reti   |
| --------------- | --------------- | --------------- | ---------- | ---------- | --------------- | --------------- | --------------- | ------------------ | ------------------ | ------------------ | ----------- | ----------- | ----------- | ------ | ------ |
| 2022            | Internacional   | PD/RS+A         | 0+1        | 0          | CB              | 0               | 0               | CS                 | 3                  | 1                  |             | -           | -           | 4      | 1      |
| Totale carriera | Totale carriera | Totale carriera | 1          | 0          |                 | 0               | 0               |                    | 3                  | 1                  |             | -           | -           | 4      | 1      |